# NGC 3367
NGC 3367 (другие обозначения — UGC 5880, MCG 2-28-5, ZWG 66.11, IRAS10439+1400, PGC 32178) — спиральная галактика с перемычкой (SBc) в созвездии Лев.
Этот объект входит в число перечисленных в оригинальной редакции «Нового общего каталога».
В галактике вспыхнула сверхновая SN 1986A типа I, её пиковая видимая звездная величина составила 14,0.
В галактике вспыхнула сверхновая SN 2003aa типа Ia, её пиковая видимая звездная величина составила 17,6.
В галактике вспыхнула сверхновая SN 2007am типа II, её пиковая видимая звездная величина составила 17,8.
Галактика NGC 3367 входит в состав группы галактик NGC 3367. Помимо NGC 3367 в группу также входят NGC 3391, NGC 3419 и NGC 3419A.